# David Wise (manusförfattare)
David Wise, född 1 februari 1955, död 3 mars 2020, var en amerikansk TV-manusförfattare, skolad av författare som Ursula K. Le Guin, Frank Herbert, Harlan Ellison och Theodore Sturgeon då han studerade vid Clarion Workshop. Han skrev flera avsnitt till TV-serier som Star Trek: The Animated Series, Transformersserien från 1984 och Turtlesserien från 1987.

## Karriär

### Teenage Mutant Ninja Turtles
1987 fick David Wise i uppdrag att skapa en miniserie i fem avsnitt, Teenage Mutant Ninja Turtles, baserad på en independentserietidning. David Wise blev en av de drivande krafterna bakom adaptionen från de mörka, svartvita, Mirageserierna till 1987 års gladare version, med fraser som "Cowabunga, dude" och originalfigurer som Krang, Bebop och Rocksteady. David Wise fanns med bland manusförfattarteamet fram till nionde (näst sista) säsongen, en säsong där många av figurerna som han var med om att skapa-utveckla började fasas ut.

### Fotnoter
1. ↑  John Patrick (4 mars 2020). ”David Wise Passes Away” (på engelska). Allspark. Arkiverad från originalet den 7 april 2020. https://web.archive.org/web/20200407221536/https://www.allspark.com/2020/03/david-wise-writer-of-classic-g1-transformers-star-trek-animated-series-tmnt-and-more-passes-away/. Läst 5 mars 2020.
2. ↑  Wise, David (via Facebook) (4 december 2010). ”Wikipedia states that Bebop and Rocksteady were created by Eastman & Laird. This is pure hooey. I created them, down to their names, based on instructions by Fred Wolf to 'put more mutants in the series'.”. http://imgur.com/PTeLA.